# Oberleitungsbus Boston
| Ein Fahrzeug der Linie SL1 verlässt den Silver Line Way Tunnel |                       |                                          |                                          |
| Streckengrafik des Silver Line-Linienverbunds |                       |                                          |                                          |
| Stromsystem: | 600 Volt =            |                                          |                                          |
| |                       |                                          |                                          |
| Eröffnung: | 17. Dezember 2004     |                                          |                                          |
| Typ: | Oberleitungsbus       |                                          |                                          |
| Ort: | Boston, Massachusetts |                                          |                                          |
| Betreiber: | MBTA                  |                                          |                                          |
| \| \| \| Strecke elektrifiziert \| \| \| \| \| Strecke wird im Dieselmodus befahren \| \| \| \| \| South Station Loop \| \| \| \| \| SL1 SL2 SL3 South Station Red Line \| \| \| \| \| Fort Point Channel \| \| \| \| \| Courthouse \| \| \| \| \| World Trade Center \| \| \| \| \| \| \| \| \| \| Silver Line Way \| \| \| \| \| \| \| \| \| \| Congress Street & World Trade Center \| \| \| \| \| Northern Avenue & Harbor Street \| \| \| \| \| Northern Avenue & Tide Street \| \| \| \| \| \| \| \| \| \| 23 Drydock Avenue \| \| \| \| \| 27 Drydock Avenue \| \| \| \| \| Drydock Avenue & Black Falcon Avenue \| \| \| \| \| 88 Black Falcon Avenue \| \| \| \| \| \| \| \| \| \| Drydock Avenue & Design Center Place SL2 \| \| \| \| \| \| \| \| \| \| \| \| \| \| \| Boston Harbour (Ted-Williams-Tunnel) \| \| \| \| \| \| \| \| \| \| Logan International Airport ... \| \| \| \| \| Terminal A SL 1 \| \| \| \| \| Terminal B West \| \| \| \| \| Terminal B East \| \| \| \| \| Terminal C \| \| \| \| \| Terminal E \| \| \| \| \| Blue Line von Bowdoin \| \| \| \| \| Airport \| \| \| \| \| Blue Line nach Wonderland \| \| \| \| \| Eastern Avenue \| \| \| \| \| Box District \| \| \| \| \| von North Station \| \| \| \| \| Chelsea/Bellingham Square \| \| \| \| \| Chelsea SL3 \| \| \| \| \| \| \| \| \| \| nach Revere \| \| |                       |                                          |                                          |
| U-Bahn-Strecke quer (im Tunnel) · U-Bahn-Strecke quer (im Tunnel) · U-Bahn-Strecke quer |                       | Strecke elektrifiziert                   | Strecke elektrifiziert                   |
| U-Bahn-Strecke quer (außer Betrieb) (im Tunnel) · U-Bahn-Strecke quer (außer Betrieb) (im Tunnel) · U-Bahn-Strecke quer (außer Betrieb) |                       | Strecke wird im Dieselmodus befahren     | Strecke wird im Dieselmodus befahren     |
| |                       | South Station Loop                       |                                          |
| U-Bahn-Strecke quer (im Tunnel) · U-Bahn-Turmbahnhof mit Tunnelstrecke (im Tunnel) · U-Bahn-Strecke quer (im Tunnel) |                       | SL1 SL2 SL3 South Station Red Line       | SL1 SL2 SL3 South Station Red Line       |
| |                       | Fort Point Channel                       |                                          |
| U-Bahn-Haltepunkt / Haltestelle (im Tunnel) |                       | Courthouse                               | Courthouse                               |
| U-Bahn-Haltepunkt / Haltestelle (im Tunnel) |                       | World Trade Center                       | World Trade Center                       |
| U-Bahn-Tunnelende |                       |                                          |                                          |
| U-Bahn-Kopfbahnhof Strecke ab hier außer Betrieb |                       | Silver Line Way                          | Silver Line Way                          |
| |                       |                                          |                                          |
| U-Bahn-Strecke (außer Betrieb) · U-Bahn-Haltepunkt / Haltestelle (Strecke außer Betrieb) |                       | Congress Street & World Trade Center     | Congress Street & World Trade Center     |
| U-Bahn-Haltepunkt / Haltestelle (Strecke außer Betrieb) · U-Bahn-Strecke (außer Betrieb) |                       | Northern Avenue & Harbor Street          | Northern Avenue & Harbor Street          |
| U-Bahn-Haltepunkt / Haltestelle (Strecke außer Betrieb) · U-Bahn-Strecke (außer Betrieb) |                       | Northern Avenue & Tide Street            | Northern Avenue & Tide Street            |
| U-Bahn-Tunnelanfang (Strecke außer Betrieb) |                       |                                          |                                          |
| U-Bahn-Strecke geradeaus (außer Betrieb) · U-Bahn-Haltepunkt / Haltestelle (Strecke außer Betrieb) · U-Bahn-Strecke (außer Betrieb) (im Tunnel) |                       | 23 Drydock Avenue                        | 23 Drydock Avenue                        |
| U-Bahn-Strecke geradeaus (außer Betrieb) · U-Bahn-Haltepunkt / Haltestelle (Strecke außer Betrieb) · U-Bahn-Strecke (außer Betrieb) (im Tunnel) |                       | 27 Drydock Avenue                        | 27 Drydock Avenue                        |
| U-Bahn-Strecke geradeaus (außer Betrieb) · U-Bahn-Haltepunkt / Haltestelle (Strecke außer Betrieb) · U-Bahn-Strecke (außer Betrieb) (im Tunnel) |                       | Drydock Avenue & Black Falcon Avenue     | Drydock Avenue & Black Falcon Avenue     |
| U-Bahn-Strecke geradeaus (außer Betrieb) · U-Bahn-Haltepunkt / Haltestelle (Strecke außer Betrieb) · U-Bahn-Strecke (außer Betrieb) (im Tunnel) |                       | 88 Black Falcon Avenue                   | 88 Black Falcon Avenue                   |
| |                       |                                          |                                          |
| U-Bahn-Bahnhof (Strecke außer Betrieb) · U-Bahn-Strecke (außer Betrieb) · U-Bahn-Strecke (außer Betrieb) (im Tunnel) |                       | Drydock Avenue & Design Center Place SL2 | Drydock Avenue & Design Center Place SL2 |
| |                       |                                          |                                          |
| U-Bahn-Strecke nach links (außer Betrieb) · U-Bahn-Strecke nach rechts (außer Betrieb) · U-Bahn-Strecke (außer Betrieb) (im Tunnel) |                       |                                          |                                          |
| |                       | Boston Harbour (Ted-Williams-Tunnel)     |                                          |
| U-Bahn-Tunnelende (Strecke außer Betrieb) |                       |                                          |                                          |
| U-Bahn-Strecke von links (außer Betrieb) · U-Bahn-Abzweig quer und von links (Strecke außer Betrieb) · U-Bahn-Abzweig geradeaus und nach rechts (Strecke außer Betrieb) |                       | Logan International Airport ...          | Logan International Airport ...          |
| U-Bahn-Bahnhof (Strecke außer Betrieb) · U-Bahn-Strecke geradeaus (außer Betrieb) · U-Bahn-Strecke (außer Betrieb) |                       | Terminal A SL 1                          | Terminal A SL 1                          |
| U-Bahn-Bahnhof (Strecke außer Betrieb) · U-Bahn-Strecke geradeaus (außer Betrieb) · U-Bahn-Strecke (außer Betrieb) |                       | Terminal B West                          | Terminal B West                          |
| U-Bahn-Bahnhof (Strecke außer Betrieb) · U-Bahn-Strecke geradeaus (außer Betrieb) · U-Bahn-Strecke (außer Betrieb) |                       | Terminal B East                          | Terminal B East                          |
| U-Bahn-Bahnhof (Strecke außer Betrieb) · U-Bahn-Strecke geradeaus (außer Betrieb) · U-Bahn-Strecke (außer Betrieb) |                       | Terminal C                               | Terminal C                               |
| U-Bahn-Bahnhof (Strecke außer Betrieb) · U-Bahn-Strecke geradeaus (außer Betrieb) · U-Bahn-Strecke (außer Betrieb) |                       | Terminal E                               | Terminal E                               |
| U-Bahn-Strecke nach links (außer Betrieb) · U-Bahn-Strecke nach rechts und von links (außer Betrieb) · U-Bahn-Strecke ehemals nach rechts und von links |                       | Blue Line von Bowdoin                    | Blue Line von Bowdoin                    |
| U-Bahn-Haltepunkt / Haltestelle (Strecke außer Betrieb) · U-Bahn-Haltepunkt / Haltestelle |                       | Airport                                  | Airport                                  |
| U-Bahn-Strecke quer · U-Bahn-Kreuzung geradeaus oben (Strecke geradeaus außer Betrieb) · U-Bahn-Strecke nach rechts |                       | Blue Line nach Wonderland                | Blue Line nach Wonderland                |
| U-Bahn-Haltepunkt / Haltestelle (Strecke außer Betrieb) |                       | Eastern Avenue                           | Eastern Avenue                           |
| U-Bahn-Haltepunkt / Haltestelle (Strecke außer Betrieb) |                       | Box District                             | Box District                             |
| Strecke von rechts · U-Bahn-Strecke (außer Betrieb) |                       | von North Station                        | von North Station                        |
| Haltepunkt / Haltestelle · U-Bahn-Haltepunkt / Haltestelle (Strecke außer Betrieb) |                       | Chelsea/Bellingham Square                | Chelsea/Bellingham Square                |
| Strecke · U-Bahn-Bahnhof (Strecke außer Betrieb) |                       | Chelsea SL3                              | Chelsea SL3                              |
| Strecke |                       |                                          |                                          |
| Strecke |                       | nach Revere                              | nach Revere                              |

Der Oberleitungsbus Boston war der Oberleitungsbus-Betrieb der Stadt Boston in den Vereinigten Staaten und bestand vom 17. Dezember 2004 bis zum 30. Juni 2023. Das Verkehrsunternehmen Massachusetts Bay Transportation Authority (MBTA), das für den städtischen Omnibusverkehr zuständig ist, betrieb drei Linien teilweise elektrisch. Die Bezeichnung Silver Line wurde in Abgrenzung zu den älteren U-Bahn-Linien Orange Line, Red Line und Blue Line sowie dem Straßenbahn-Netz Green Line gewählt. 
In der Innenstadt befuhren zwei Linien im Bereich der Waterfront eine über drei Kilometer lange gemeinsame Stammstrecke, bevor sie sich an der Haltestelle Silver Line Way – wo auch die Oberleitung endete – aufteilen. Circa zwei Kilometer dieser Stammstrecke verliefen dabei unterirdisch, drei von insgesamt vier elektrisch bedienten Haltestellen waren ebenfalls unterirdisch.

## Geschichte

### Erster Betrieb von 1933 bis 1963
Bereits vom 17. September 1933 bis zum 31. März 1963 existierte in Boston ein wesentlich umfangreicheres Oberleitungsbusnetz. Am 11. April 1936 wurde das Bostoner Netz über die Stadtgrenze hinweg in die Nachbarstadt Cambridge erweitert, weitere Strecken – auch innerhalb von Cambridge – folgten. Zudem gab es in Dorchester (25. Dezember 1948 bis 6. April 1962) und in Arborway (29. September 1951 bis 1. Oktober 1958) zwei Teilnetze, die nicht mit dem Hauptnetz verbunden waren.
Während die Bostoner Strecken zwischen 1958 und 1963 wieder stillgelegt wurden, blieb der Oberleitungsbus Cambridge noch bis 2022 als eigenständiges Netz erhalten. Er wurde ebenfalls von der MBTA betrieben.

### Silver Line
Bei der Silver Line handelte es sich um einen als Bus Rapid Transit (BRT) definierten Linienverbund, in welchen, neben den drei Oberleitungsbuslinien, auch noch die Omnibuslinien SL4 und SL5 integriert waren. Eine dritte Duo-Bus-Linie mit der Bezeichnung SL3, sie bediente wie die Linie SL2 den Hafen Boston, wurde hingegen am 31. März 2009 zugunsten einer Taktverdichtung auf der Linie SL2 aufgegeben. Im April 2018 wurde die SL3 auf einer neuen Strecke wiedereingeführt. Sie erschließt auf einer eigenen Bustrasse die Stadt Chelsea.
Die MBTA plante bereits 2022, die Oberleitungsbusse zu ersetzen.
Da ab Anfang 2023 Hybrid-Gelenkbusse für die Silver Line beschafft wurden, wurde der Oberleitungsbusbetrieb, welcher sich ab März 2023 aufgrund der vorhandenen Gepäckfächer der Oberleitungsbusse auf die Linie SL1 zum Flughafen beschränkte, am 30. Juni 2023 eingestellt.

## Linien
Die Oberleitungsbuslinien waren:
- SL1 South Station–Logan International Airport
- SL2 South Station–Design Center
- SL3 South Station–Chelsea

## Verworfene Planungen
Zeitweise war die Verlängerung der Oberleitungsbus-Tunnel-Strecke um 2,4 Kilometer in westliche Richtung beabsichtigt. Diese Erweiterung sollte zur China Town Station an der Orange Line und darüber hinaus zur Boylston Station an der Green Line führen. Die Tunnelinfrastruktur ist dabei für einen künftig angedachten Stadtbahnbetrieb ausgelegt, langfristig soll die Green Line diese Aufgabe übernehmen.

## Fahrzeuge
Der durchgehend niederflurige Fahrzeugpark des Oberleitungsbus Boston bestand aus 32 Gelenk-Duo-Bussen des Typs AN460LF mit den Betriebsnummern 1101 bis 1132. Sie wurden in den Jahren 2004 bis 2006 von Neoplan USA hergestellt, als Zulieferer der elektrischen Ausrüstung fungierte Škoda. Die acht Fahrzeuge 1125 bis 1132 befanden sich dabei im Besitz des Flughafenbetreibers Massachusetts Port Authority, kurz Massport.
In der Eröffnungsphase waren zudem einige Solowagen des Typs AN440LF-ETB vom Oberleitungsbus Cambridge nach Boston ausgeliehen, die letzten kehrten im Mai 2006 auf ihr Stammnetz zurück. Sie trugen ebenfalls die spezielle grau-blaue Silver Line-Lackierung, konnten aber nur den elektrifizierten Abschnitt South Station–Silver Line Way bedienen. Dort bestand Anschluss an Omnibusse. Beheimatet waren die Wagen der Silver Line in der Southampton Street Garage.

## Galerie

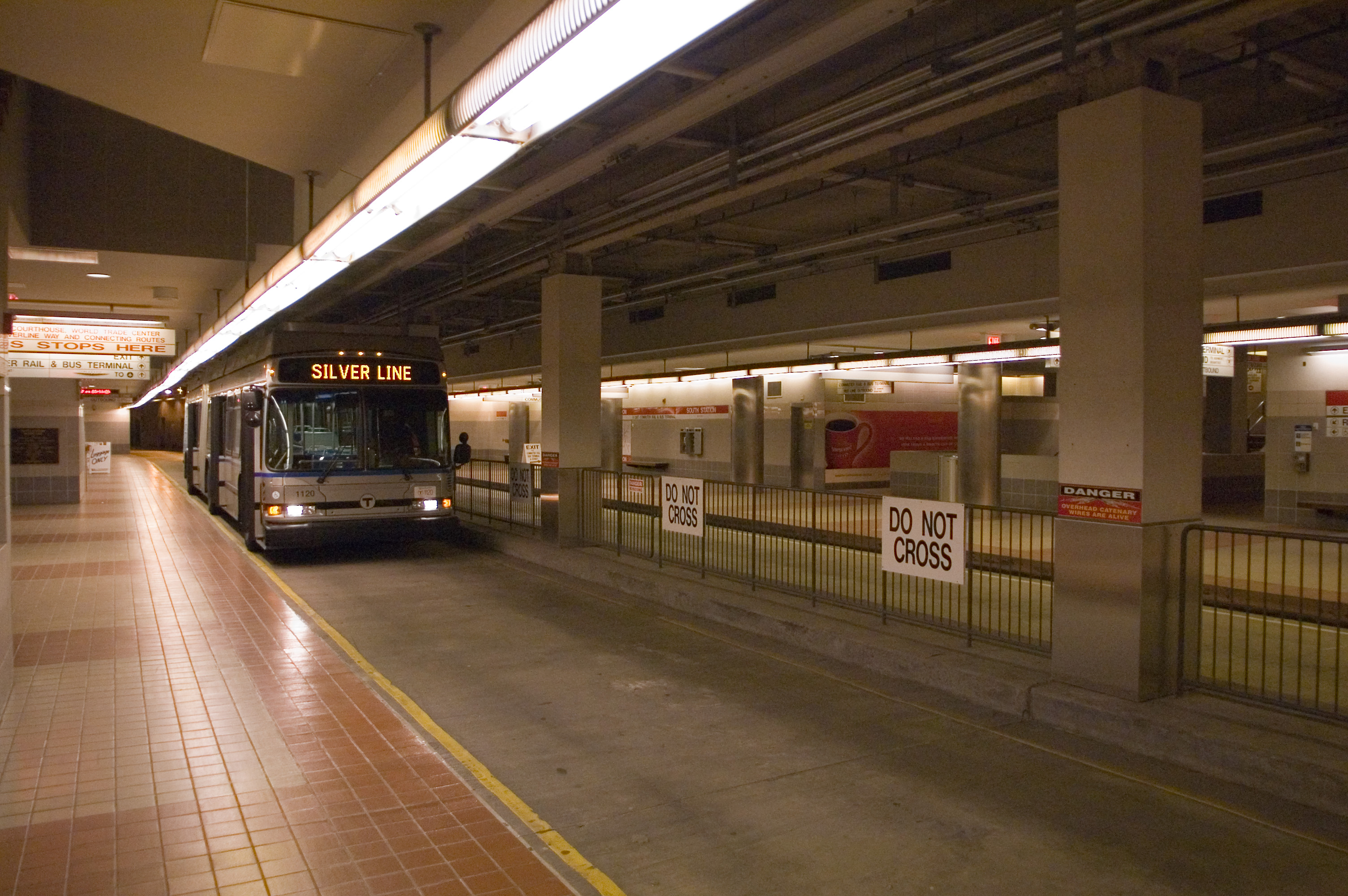
Wagen 1120 in der unterirdischen Endstation South Station hat soeben die Wendeschleife passiert und steht abfahrbereit in Richtung Silver Line Way
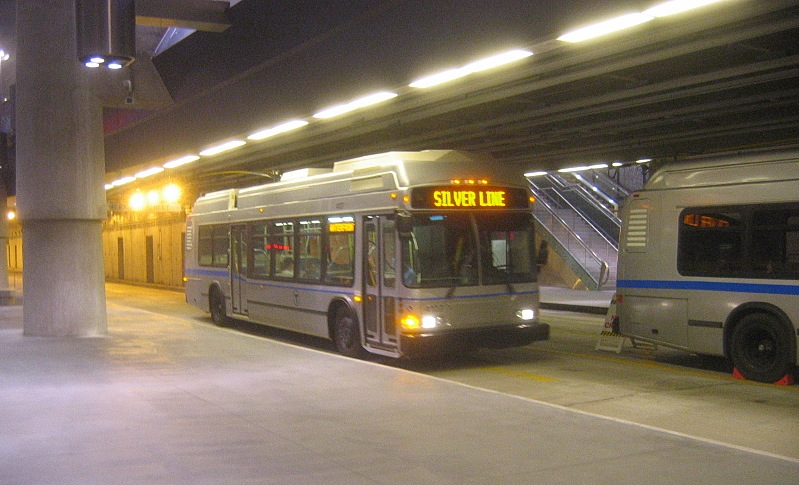
Ein vom Oberleitungsbus Cambridge ausgeliehener Solowagen in der Haltestelle Courthouse
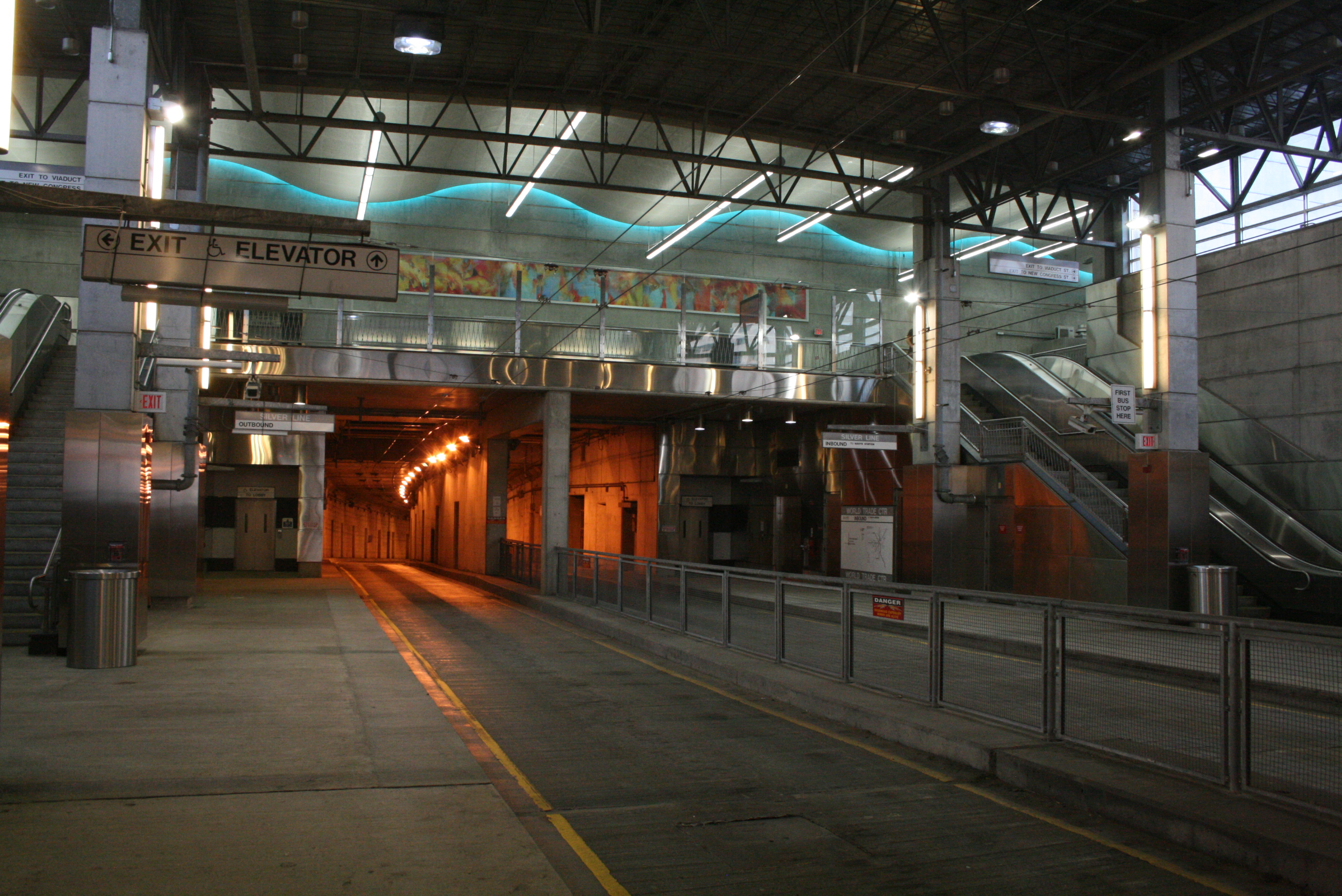
Die Haltestelle World Trade Center verfügt über Tageslichteinfall
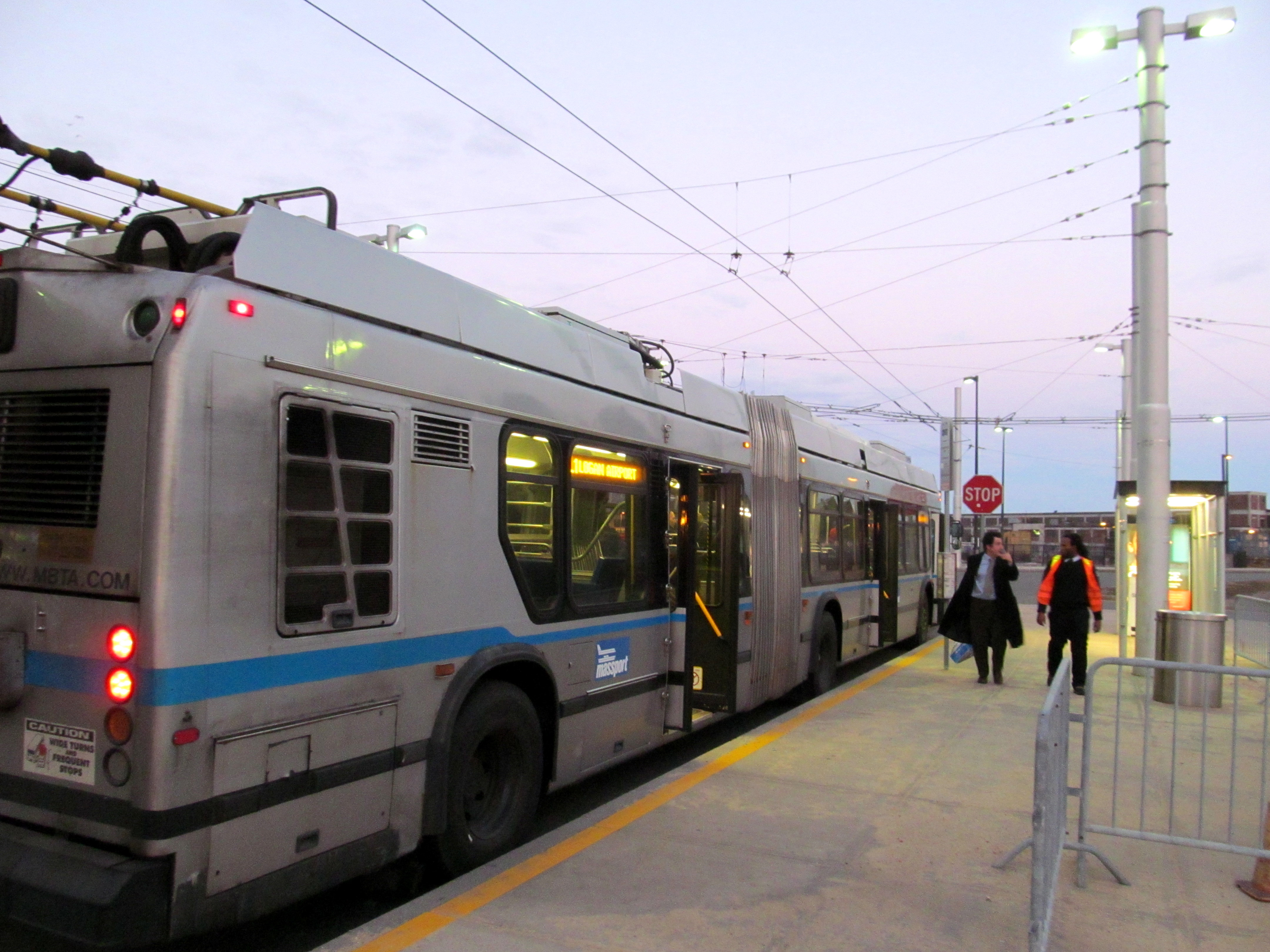
Ein stadtauswärts fahrender Wagen an der Haltestelle Silver Line Way, die Stromabnehmer sind bereits für die Weiterfahrt im Dieselmodus abgezogen
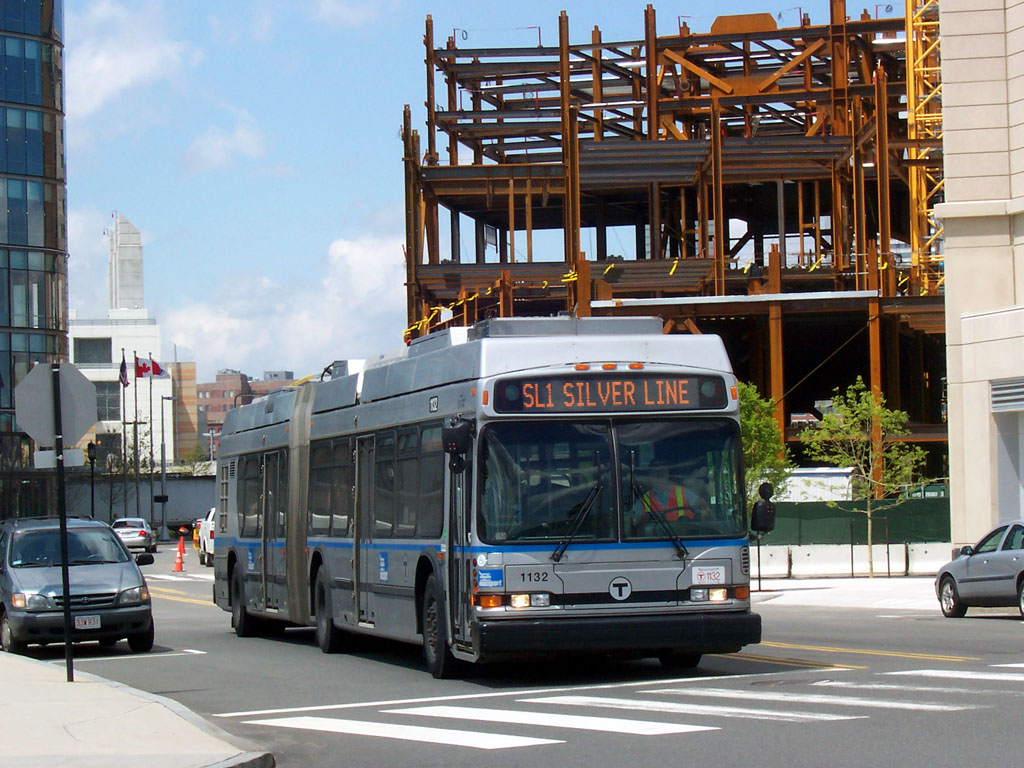
Ein Wagen der Linie SL1 im Dieselmodus außerhalb des Stadtzentrums
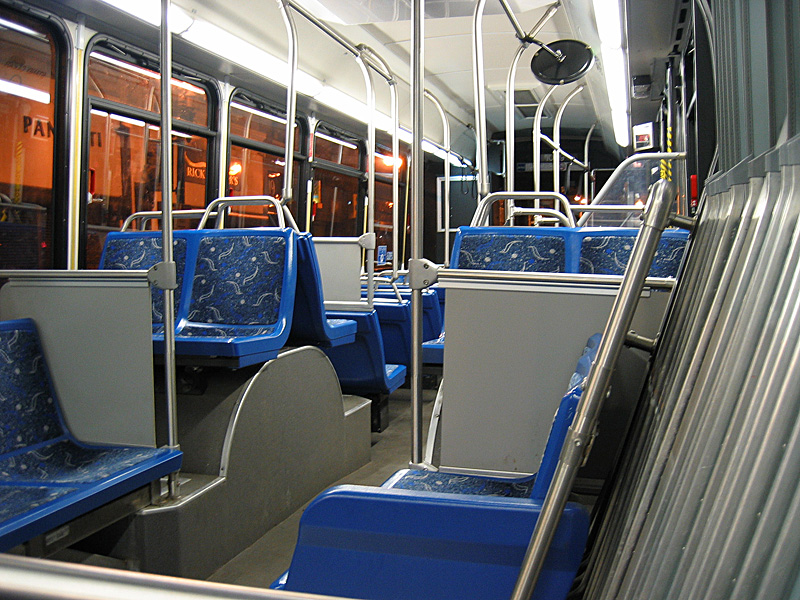
Inneneinrichtung eines Bostoner Duo-Busses
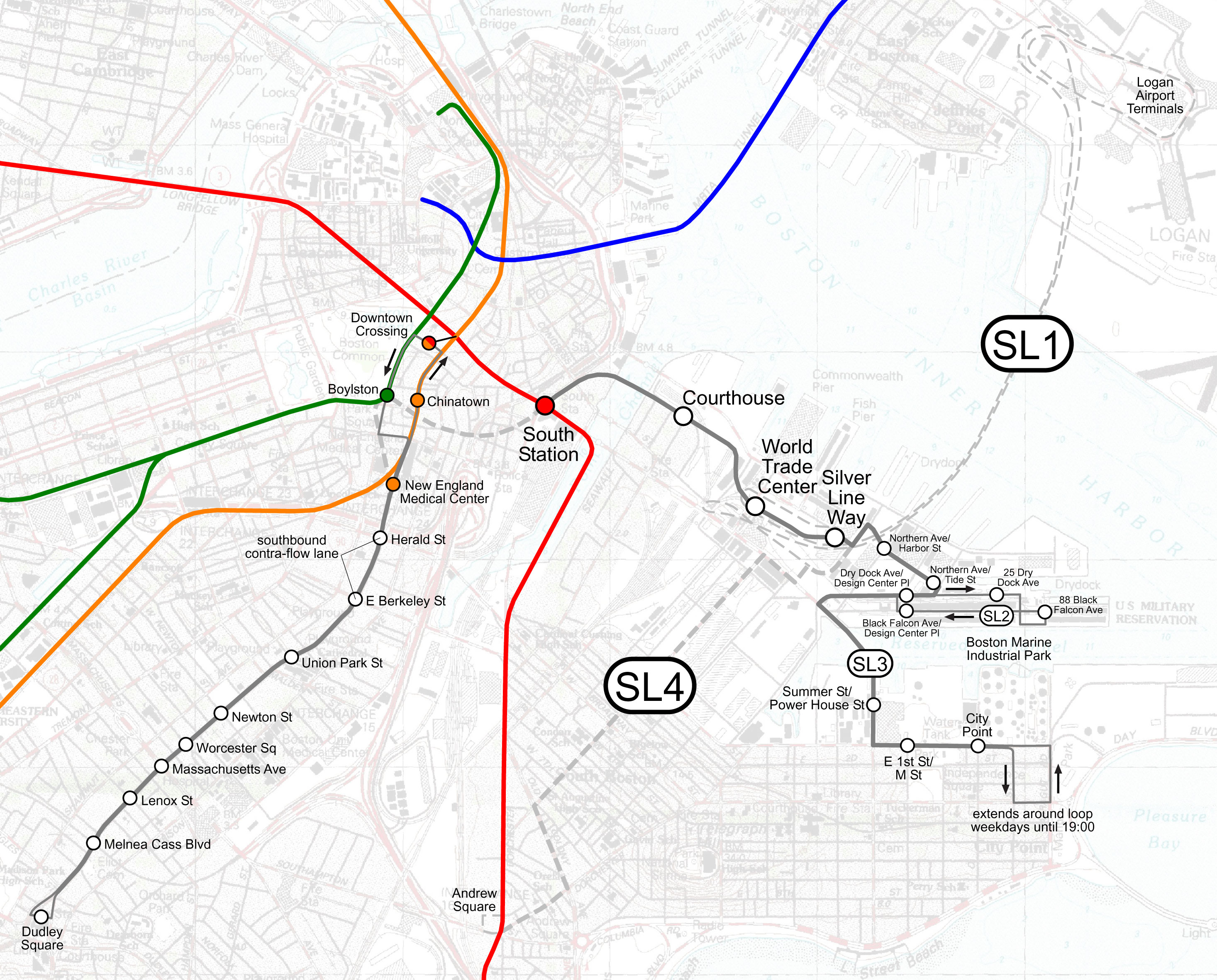
Veralteter Silver Line-Linienplan aus dem Jahr 2005